# لوسیوس اورلیوس کوتا (کنسول ۱۴۴ پ.م.)
لوسیوس اورلیوس کوتا، یک دادگستر رومی و کنسول جمهوری روم در سال ۱۴۴ پیش از میلاد و تریبونوس پلبیس (تریبون مردم) جمهوری روم بود.

## زندگی‌نامه
او یکی از اعضای خاندان اورلی‌های پلبیایی بود. لوسیوس در سال ۱۵۴ پ.م. بعنوان تریبون پلبیایی‌ها انتخاب شد. کوتا در سال ۱۴۴ پ.م. همراه با سرویوس سولپیسیوس گالبا بعنوان کنسول جمهوری روم انتخاب شد.

## خانواده
از خانوادهٔ او اطلاعات کمی در دسترس است، او دارای یک پسر هم‌نام خودش بود که با روتیلیا روفی پی.ف. ازدواج کرد و صاحب یک پسر هم‌نام خودشان و یک دختر به‌نام اورلیا کوتا شدند.